# آخي تانين (1977)
آخي تانين (1977) (بالعبرية: אח"י תנין) هي غواصة إسرائيلية من فئة غال. سُميت باسم تانين نسبة «التنين»، الوحش الأسطوري الذي ورد في الأساطير العبرية ومع ذلك قد يعني الاسم «التمساح» في اللغة العبرية الحديثة وهي ثاني غواصة في البحرية الإسرائيلية تحمل هذا الاسم بعد آخي تانين (س-71). أُطلقت الغواصة في 1976 في بارو إن فورنيس، إنجلترا، وسُلمت إلى ميناء حيفا في 14 يوليو 1977، وخرجت من الخدمة في عام 2000.

## التصميم
كانت فئة غال هي الفئة الأولى من غواصات البحرية الإسرائيلية التي بُنيت وفقاً لمواصفاتها الخاصة. وذلك لتحل محل الأجيال السابقة من الغواصات التي كانت تخدم في البحرية الإسرائيلية منذ 1958 وهي الغواصات البريطانية فئة إس وتي. والتي ظل تصميم بدنها يرجع إلى العقد الذي سبق الحرب العالمية الثانية، على الرغم من تجديدها وتحديثها.
بعد خسارة آخي ديكر في 1968 (غواصة بريطانية سابقة خدمت الحرب العالمية الثانية من فئة تي)، فُرضت العديد من القيود على غواصتيها الشقيقتين المتبقيتين. كان من الواضح أن إسرائيل ستضطر قريباً إلى الحصول على غواصات جديدة. لذلك قررت البحرية الإسرائيلية تشكيل جيلها القادم من الغواصات من طرازات جديدة. علاوة على ذلك، كان للبحرية الإسرائيلية احتياجات خاصة. أظهرت التجربة مع الغواصات حينها عدم ملاءمة الغواصات الكبيرة ذات الطراز القديم المعدة للإبحار في المحيطات والمصنوعة خلال الحرب العالمية الثانية. كان من المقرر أن تكون غواصات البحرية الإسرائيلية المستقبلية صغيرة وسريعة وحديثة.
وُجدت هذه الاحتياجات في الغواصة الألمانية تايب 206 إيه. كان البريطانيون المورد التقليدي للبحرية لإسرائيل، لكنهم أهدروا ريادتهم العالمية في تصميم الغواصات القزمية وكانوا يركزون على غواصات أكبر. بينما قررت فرنسا، المورد التاريخي الرئيسي الآخر للأسلحة، فرض حظر على الأسلحة لإسرائيل ولم تقم الولايات المتحدة ببناء غواصة هجومية تعمل بالديزل لمدة عشر سنوات. كانت الغواصات الوحيدة التي صدرتها الولايات المتحدة عبارة عن غواصات ديزل مستعملة تعادل الفئة تي. وجدت إسرائيل ضالتها في دولة بعيدة الاحتمال ألا وهي ألمانيا الغربية. والتي بدأت مؤخراً في إعادة قدرتها على بناء الغواصات، بدءاًً من «غواصات التدريب الصغيرة». حينئذ لم يعد الأمر يتعلق بعمل الغواصات في عُرض المحيط الأطلسي، تطورت هذه المفاهيم إلى غواصات صغيرة جداً لبحر البلطيق وبحر الشمال.
قامت البحرية الإسرائيلية بتغييرات كبيرة بناءً على ذلك. كانت الغواصات من فئة غال صغيرة وهادئة وآمنة ومتقدمة تقنياً حينها. جعل حجمها الصغير اكتشافها صعب للغاية وكانت مثالية للمهمات الساحلية المتكررة للبحرية الإسرائيلية. وكان يديرها طاقم صغير، أي ما يعادل ثلث الطاقم اللازم لتشغيل الغواصات القديمة. تقلصت استقلالية الغواصات، ولكن بما يتفق مع متطلبات الحرب مع الخصوم القريبين من إسرائيل. كانت غواصة تانين مجهزة بأفضل الأسلحة وأنظمة المراقبة والاستماع والأنظمة الإلكترونية في ذلك الوقت، على الرغم من صغر حجمها. جعلت أبعادها الصغيرة والمعقدة من الصعب اكتشافها. تميزت هذه الغواصات بطلائها باللون الأخضر بالكامل.
بُنيت ثلاث غواصات جديدة من فئة غال في إطار مشروع مشترك بين ألمانيا وبريطانيا وإسرائيل في بريطانيا لأسباب سياسية، وذلك في حوض فيكرز لبناء السفن، في بارو إن فورنيس، إنجلترا، تحت إشراف حوض بناء السفن الألماني (حوض مكتب لوبيك الهندسي) في كيل. في الواقع، كان لدى الألمان قيود على التصدير ولم يتمكنوا من بناء الغواصات لإسرائيل. لذلك وُضع حل ذكي عبر بريطانيا، مورد الغواصات التقليدي لإسرائيل. حيث بنت شركة فيكرز في المملكة المتحدة غواصات فئة غال. في الواقع لم يكن تزويد بريطانيا لخصوم إسرائيل بالسلاح في نفس الوقت خفياً على أحد. بدأ بناء ثلاث غواصات في أوائل السبعينيات؛ آخي غال (1972)، آخي تانين (1974) وآخي راهاف (1976).
بلغ حجم الغواصة تانين 420 طن فوق السطح و600 طن وهي مغمورة، وطول إجمالي يبلغ 45 م، وشعاع يبلغ 4.70 م، وغاطس يبلغ 3.80 م. كان يقودها طاقم مكون من 23 رجلاً، ومسلحة بستة أنابيب طوربيد عيار 533 ملم 6 أمامية، مع 10 قواذف هاربون على الجانب. كان استخدام طوربيدات مارك 37 الأمريكية جديراً بالملاحظة، فقد كانت أقصر بكثير من أنواع الطوربيدات الأخرى عيار 533 ملم. ولم تسمح بحمل المزيد، لكنها وفرت مساحة. ومع ذلك، فإن صواريخ هاربون التي سُلحت بها الغواصة في أوائل الثمانينيات كانت بطول طوربيد قياسي.

## التاريخ العملياتي
بدأ تشغيل الغواصة الأولى، آخي غال، في 1976. تلاها إنتاج وإطلاق آخي تانين وآخي راهاف خلال العامين التاليين. وصلت الغواصة آخي تانين، وهي الغواصة الثانية من هذه الفئة، إلى موطنها في يوليو 1977، تحت قيادة النقيب دورون أمير. ووصلت الغواصة الثالثة، آخي راهاف، إلى حيفا بعد عام من وصول الغواصة تانين. كانت هذه هي المرة الأولى التي تمتلك فيها البحرية الإسرائيلية ثلاث غواصات جديدة وحديثة في الخدمة الفعلية.
خدمت هذه الغواصات من 1976 حتى 2003 حيث شاركت في مهام وعمليات عديدة، وحققت نتائج رائعة. تضمنت مهام تانين جمع المعلومات والمراقبة وإنزال القوات الخاصة وفرض حظر بحري. وهو ما حدث عندما بدأت الحرب ضد تنظيمات المقاومة الفلسطينية المتمركزة في لبنان بالتصاعد. وسرعان ما شاركت ثلاث غواصات عملياتية في الحرب ضد هذه التنظيمات. لا تزال معظم أعمالها القتالية مُصنفة «سرية للغاية»، لكن مساهمة سرب الغواصات في الحرب ضد المقاومة الفلسطينية كانت ذات أهمية قصوى وضرورية.
لعبت الغواصات من فئة غال دوراً بارزاً في الحرب اللبنانية الأولى التي اندلعت في 1982، وأظهرت صحة رؤية المخططين بقيادة إيفان درور. كانت الغواصات الصغيرة سريعة ولديها قدرة عالية على المناورة، مع طاقم تقني صغير ولكن احترافي. شاركت آخي تانين في مهام المراقبة وتوجيه القوات خلال الهجوم على جزيرة الأرانب في يونيو 1984.
تلقت فئة غال العديد من الترقيات خلال عمرها التشغيلي. أُجريت ترقيات رئيسية في 1983، بما في ذلك تركيب أنظمة أسلحة حديثة مثل الصاروخ الجوال يو جي إم-84 هاربون ونظام التحكم في الحرائق المرتبط به. حلت طوربيدات مارك 37 [الإنجليزية] نسخة إن تي 37إي الجديدة محل طوربيدات مارك 37 نسخة 1 في 1987. وخلال التسعينيات، لم تعد السفن تتكيف مع أحدث التقنيات في معدات الكشف عن الغواصات والتحكم في الحرائق. بينما ترقت جميع الغواصات على نطاق واسع في 1994-1995، حيث تلقت أجهزة استشعار محسنة وأنظمة مكافحة الحرائق. مكنت هذه السلسلة من برامج التحديث والتعديل من التشغيل الفعال للغواصات حتى بداية القرن الحادي والعشرين.
بدأ تصميم غواصة جديدة في التبلور وهي الغواصة فئة دولفين في أوائل الثمانينيات. عندما استلمت إسرائيل الغواصات الجديدة من فئة دولفين من ألمانيا وجرى تشغيلها في 2000، توقف تشغيل الغواصات القديمة من فئة غال وجرى التخلص منها تدريجياً. وأُرسلت إلى حوض هوفالدتسفيركه الألماني لبناء السفن (أتش دي دبليو) في ألمانيا لبيعها.

## وصلات خارجية
- Superadmin (Mai 14th, 2014). "INS Gal". Historic Naval Ships Association (بالإنجليزية الأمريكية). Archived from the original on 2023-04-26. Retrieved 15/02/2022. {{استشهاد ويب}}: تحقق من التاريخ في: |تاريخ الوصول= and |سنة= (help).
- Jean-Paul Nadeau؛ Claude Rogel. "INS GAL. 72". Le site sur les sous-marins musées dans le Monde. مؤرشف من الأصل في 2023-04-27. اطلع عليه بتاريخ 15/02/2022. {{استشهاد ويب}}: تحقق من التاريخ في: |تاريخ الوصول= (مساعدة).
- John Pike. "Gal Submarine". GlobalSecurity.org (بالإنجليزية). Archived from the original on 2023-04-29. Retrieved 15/02/2022. {{استشهاد ويب}}: تحقق من التاريخ في: |تاريخ الوصول= (help).
- "Israeli Navy Sea Corps of Israel". seaforces online (بالإنجليزية الأمريكية). Archived from the original on 2024-05-24. Retrieved 17/02/2022. {{استشهاد ويب}}: تحقق من التاريخ في: |تاريخ الوصول= (help).
- H. I. Sutton. "History of Israeli Subs". Covert Shores (بالإنجليزية). Archived from the original on 2024-07-25. Retrieved 17/02/2022. {{استشهاد ويب}}: تحقق من التاريخ في: |تاريخ الوصول= (help).